# Deltorhynchus quadrinotus
Deltorhynchus quadrinotus är en insektsart som beskrevs av Delong 1943. Deltorhynchus quadrinotus ingår i släktet Deltorhynchus och familjen dvärgstritar. Inga underarter finns listade i Catalogue of Life.